# Freaknacht
Freaknacht is de aanduiding voor de nachtprogrammering van 3FM in de nacht van vrijdag op zaterdag. Tegenwoordig wordt dit door Thijs Maalderink gepresenteerd. In het verleden werden de beelden hiervan tevens uitgezonden op Nederland 3, na afloop van de gangbare programmering.
De nacht werd oorspronkelijk gevuld met het programma Nachtegiel van Giel Beelen (VARA) en Ekdom In De Nacht van Gerard Ekdom (AVRO). Ekdom stopte eind 2012 met zijn vrijdagnachtprogramma, Beelen maakte in de uitzending van de nacht van 16 op 17 augustus 2013 bekend definitief te stoppen met het presenteren van zijn vrijdagnachtprogramma, nadat hij dat jaar al sporadisch in de nacht presenteerde. Daar maakte hij ook de nieuwe vaste presentator bekend, namelijk Sander Hoogendoorn. Tijdens de afwezigheid van Beelen hebben diverse 3FM-dj's afwisselend de Freaknacht gepresenteerd, onder wie Sander Hoogendoorn, Michiel Veenstra, Herman Hofman, Lieke Veld en Rámon Verkoeijen.
In 2014 stopte Hoogendoorn met de Freaknacht. De tijd werd overgenomen door Frank van der Lende met De Bende van Van der Lende. In juni 2015 verviel dit programma en heette de nachtprogrammering weer Freaknacht, met als presentator Thijs Maalderink. De Freaknacht heeft een nauwe band met het programma erna (Barend en Wijnand, NCRV) en deze programma's worden dan ook weleens samen als Freaknacht bestempeld.
De Freaknacht ontstond toen in november 2006 een achtdelige documentaireserie over de voorbereidingen van de jaarlijkse Serious Request-actie werd uitgezonden op Nederland 3. Men bedacht om naast die documentaire ook in die periode de nacht van vrijdag op zaterdag in te ruimen voor enkele uren livetelevisie vanuit de 3FM-studio. Hierdoor veranderden Nachtegiel en Ekdom In De Nacht van een radioprogramma in een rtv-programma met de leus "Vrijdag Freaknacht". Na de Serious Request-actie stopten deze uitzendingen voor enige tijd, maar deze zijn sinds 24 februari 2007 weer wekelijks te zien.
In het nachtblok zijn er de alternatieve hitlijst Freak 11, gasten, optredens en gesprekken met luisteraars via een webcam. De lijstaanvoerder van de Freak 11 wordt tevens gekroond tot Freakandel Speciaal. Vanwege deze radio-televisiecombinatie heeft de Freaknacht als motto: Een radioprogramma waarnaar gekeken kan worden en een tv-programma waarnaar geluisterd kan worden.
In de ochtend van 18 juli 2015 namen Gerard Ekdom en Giel Beelen nog eenmaal de presentatie van de Freaknacht op zich en vormde zich een reünie van de jingles en de vaste onderdelen.
21 Jaar TROS Pop · 3FM BPM: MinistryOfBeats · 3FM Weekend Request · 3voor12Radio · AdreneLine · Altijd de eerste · ...And all that jazz · Andres · Angelique · Angeliques Afternoon · Annemieke Hier · Annemieke Plays · Anoûl · Arbeidsvitaminen · De Avondspits · De avonturen van Mark · Barend · Barend & Benner · Barend en Wijnand · De Bende van Van der Lende · De Boem Boem Disco Show · The Breakfast Club · Claudia d'r op · Club Carter · Curry en Van Inkel · De Dansbar · Dansen met Delsing · Dit is Domien · Domien, Jouw Ochtendshow · ... & dit is Claudia · Ekstra Weekend · Eva · Eva en Giel · Evers staat op · Frank & Eva: Welkom bij de club! · Franks feestje · GIEL · Harm dB · Hein · Herman · Het Betere Werk · Hier! · Jamie · Jan-Paul · Jasper · Joost · Jorien · Kaat tot Laat · Kevin · Lang leve het weekend! · LEX · Lieke · Markplaats · Mark + Rámon · Mega Top 30 · Michiel · Obi · De ochtenddienst · Olivier · De Orde van de Nacht · Parels van de nacht · Partij voor de Vrijdag · (P)laatwerk · RabRadio · Radio op 'n broodje · Rob · Rob & Wijnand en de Ochtendshow · Sanderdome · Sanders Vriendenteam · Saskia en Olivier · Slapen is voor Losers! · Slapen kan altijd nog · De Steen en Been Show · Studio Saskia · Superrradio · Tannaz · Thijs · Timur op 3FM · Vera on Track · Vier Sas! · Vrij · Weekend Wijnand · Wijnand · @Work · Xnoizz
Afslag Thunder Road (NPO Radio 6) · Componist van de week (NPO Radio 4) · De Heer Ontwaakt! (NPO Radio 2) · GIEL (NPO 3FM) · Het Circus Jeroen Bosch (NPO Radio 2) · Over de schutting (NPO Radio 1) · Pianistenuur (NPO Radio 4) · Radio Kassa (NPO Radio 1) · Spijkers met koppen (NPO Radio 2) · Vroege Vogels (NPO Radio 1)
Huidige programma's: Domien (NPO 3FM) · Eva (NPO 3FM) · Eva en Giel (NPO 3FM) · Franks feestje (NPO 3FM) · Harm dB (NPO 3FM) · Nachtbrakers (NPO Radio 1)  · De Overnachting (NPO Radio 1) · Sanderdome (NPO 3FM) · Slapen is voor Losers! (NPO 3FM) · Start (NPO Radio 1) · That's Live (NPO 3FM) · Thijs (NPO 3FM) · De Weekendshow (NPO Radio 2) · De Wereld van BNN (NPO Radio 1)
Voormalige programma's: @Work · Alle 40 goed! · BNN Today · Coen en Sander Show · Club Ajouad · CroisSanderShow · Dit is Domien · Het Huis Van De Heer · Live vanuit Klazienaveen · Klaarwakker Kristel · Muijs In Het Huis · Open Radio met Timur en Rámon · Het Platenpaleis · Rámon, met een streepje op de A · ruuddewild.nl · Sanderdaynight · Tiësto's Club Life · Timur · Vrij · Wout! · Zoëyzo